# Eric Mangini
Eric Mangini (Hartford, 19 gennaio 1971) è un ex giocatore di football americano e allenatore di football americano statunitense.

## Nella NFL
Stagione 1996
Ha iniziato la sua carriera nella NFL con i Baltimore Ravens con il ruolo di assistente all'attacco.
Stagioni: dalla 1997 alla 1999
Passa ai New York Jets come assistente alla difesa.
Stagioni: dalla 2000 alla 2005
Passa ai New England Patriots con il ruolo di coach dei defensive back, poi nell'ultimo anno ha ricoperto il ruolo di coordinatore della difesa.
Stagione 2006
Passa ai New York Jets come head coach concludendo molto bene la stagione regolare. Le 10 vittorie e le 6 sconfitte lo portano ai playoffs, dove viene però subito eliminato ai Wild-Card playoffs dai New England Patriots.
Stagione 2007
È stata per ora la sua peggior stagione concludendo con 4 vittorie e 12 sconfitte.
Stagione 2008
Ha concluso con 9 vittorie e 7 sconfitte.
Stagione 2009
Passa ai Cleveland Browns sempre come head coach e conclude con 5 vittorie e 11 sconfitte.
Stagione 2010
Dopo un'altra stagione deludente concludendo con lo stesso record di 5 vinte e 11 perse il 3 gennaio 2011 viene esonerato.